# Агнесса Аквитанская (королева Леона и Кастилии)
Агнесса Аквитанская (Инес; ум. 6 июня 1078) — королева Леона и Кастилии. Муж — Альфонсо VI Храбрый.

## Биография
Агнесса была единственной дочерью герцога Аквитании Гильома VIII и его второй жены Матильды Маршской. Её единокровной сестрой от третьей жены отца была Агнесса Аквитанская, королева Арагона и Наварры.

### Брак
В 1069 году Агнесса вышла замуж за Альфонсо VI, короля Леона. Его отец разделил королевство на три части после своей смерти. Альфонсо и его брат Санчо сначала объединили свои силы, чтобы сместить их брата Гарсию с трона Галисии, прежде чем повернуться друг против друга. В январе 1072 года Альфонсо (и, по-видимому, Агнесса) были вынуждены бежать, и Санчо захватил всё королевство своего отца. Санчо был убит в конце того же года, Альфонсо вернулся и был коронован королём объединённого королевства в октябре 1072 года. В то время он стал именоваться «императором всей Испании».
В хрониках королевская чета в последний раз упоминаются вместе в мае 1077 года. Это говорит о том, что Агнесса умерла, хотя согласно Ордерику Виталию в 1109 году «вдова» Альфонсо Агнесса вышла замуж за графа Мэна Эли I. Таким образом, Альфонсо и Агнесса могли развестись из-за кровного родства. Тем не менее из-за некоторой путаницы в именах предполагается, что Ордерик перепутал Агнессу и последнюю жену Альфонса, Беатрису, которая, как известно, вернулась в то время во Францию.

### Смерть
Агнесса была похоронена в монастыре в городе Саагун, где спустя время был похоронен сам Альфонсо VI и все его жёны. Гробница Агнессы расположена рядом с гробницей второй жены Альфонсо, Констанции.